# Natroalunita-2c
La natroalunita-2c és un mineral de la classe dels sulfats, que pertany al grup de l'alunita. Originalment va ser anomenada minamiïta en honor del Dr. A. E. Minami (1899-1977), però més tard va ser reanomenada a l'actual natroalunita-2c per a la seva relació estructural a la natroalunita, amb un eix c doble.

## Característiques
La natroalunita-2c és un sulfat de fórmula química (Na,Ca0,5,K)Al₃(SO₄)₂(OH)₆. Va ser publicada l'any 2010, tot i que encara no ha estat aprovada com a espècie vàlida per l'Associació Mineralògica Internacional. Cristal·litza en el sistema trigonal. La seva duresa a l'escala de Mohs es troba entre 3 i 4.
Segons la classificació de Nickel-Strunz, la natroalunita-2c pertany a «07.BC: sulfats (selenats, etc.), amb anions addicionals, sense H₂O, amb cations de mida mitjana i gran», juntament amb els minerals següents: d'ansita, alunita, amonioalunita, amoniojarosita, argentojarosita, beaverita-(Cu), dorallcharita, huangita, hidroniojarosita, jarosita, natroalunita, natrojarosita, osarizawaïta, plumbojarosita, schlossmacherita, walthierita, beaverita-(Zn), ye'elimita, atlasovita, nabokoïta, clorotionita, euclorina, fedotovita, kamchatkita, piypita, klyuchevskita, alumoklyuchevskita, caledonita, wherryita, mammothita, linarita, schmiederita, munakataïta, chenita, krivovichevita i anhidrocaïnita.

## Formació i jaciments
Va ser descoberta a la font termal d'Okumanza, situada a la prefectura de Gunma de la regió de Kanto, al Japó. També al Japó ha estat descrita a la mina Iwato, a la regió de Kyūshū, i a la platja de Yuhama, a Tòquio. També ha estat trobada a la mina Petelovo, situada a la localitat de Popintsi (Província de Pàzardjik, Bulgària), i a dos indrets xilens: la mina Tambo, a la província d'Elqui (Coquimbo) i a Pampa del Tamarugal, a la província d'El Tamarugal (Tarapacá).